# LET L-13 Blaník
El LET L-13 Blaník es un planeador biplaza de entrenamiento producido por Let Kunovice desde 1956. Es el planeador más numeroso y ampliamente utilizado del mundo. En servicio con la Academia de la Fuerza Aérea de los Estados Unidos fue designado TG-10C y fue usado para el entrenamiento básico de vuelo hasta 2012.

## Diseño

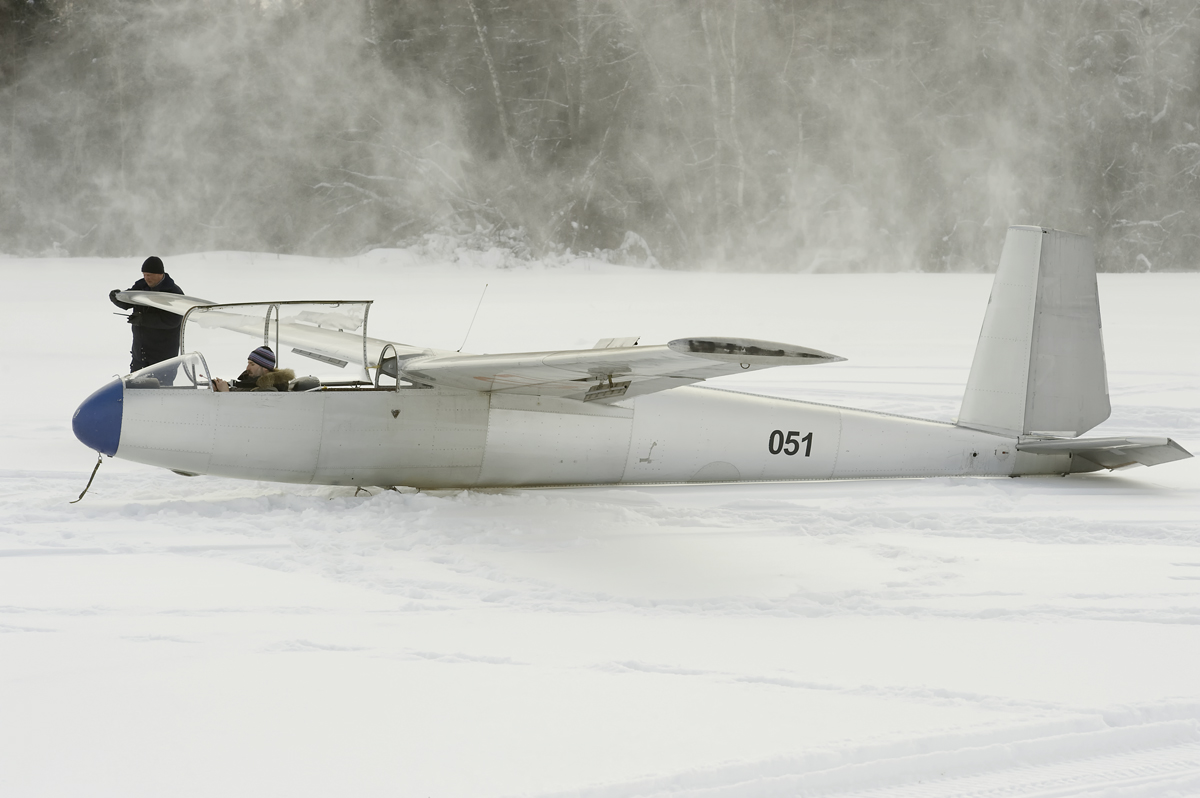

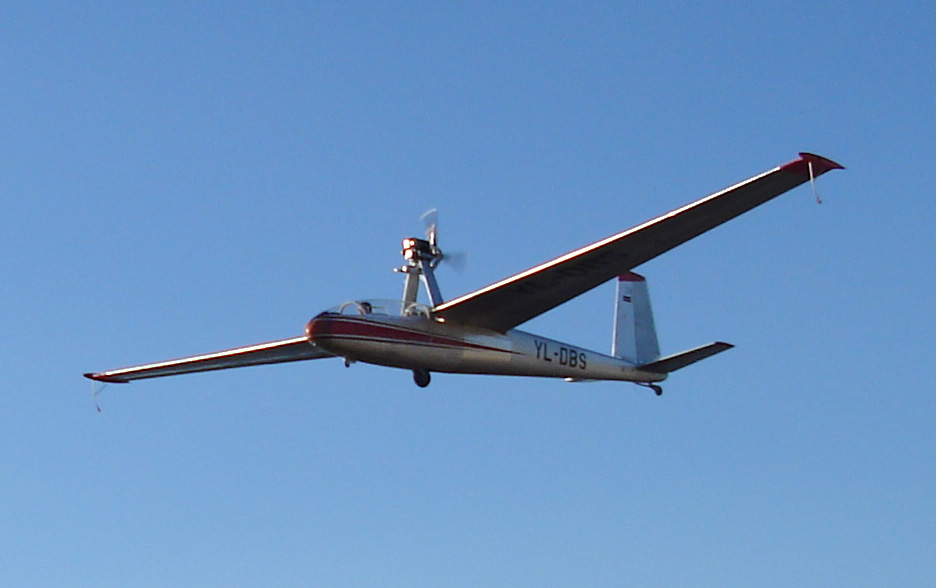
Motovelero LET L-13M Blanik sobre Vecaki, Riga, Letonia.

El fuselaje es de construcción semimonocasco, empleando larguerillos y mamparos, con una sección ovoide. La cabina está recubierta con una cubierta de metacrilato de dos piezas.
Las alas son trapezoidales con una disminución única con flecha negativa, un único larguero y construcción enteramente metálica. Puntas alares de "salmón" metálicas. Los flaps y alerones tienen una estructura metálica y están recubiertos de tela. Deflectores metálicos tipo DFS en las superficies alares superior e inferior.
Las superficies horizontales de cola se pliegan en paralelo al empenaje para el transporte y almacenamiento.
El elevador y el timón tienen estructura metálica recubierta de tela.
La suspensión del tren de aterrizaje principal monorrueda la proporciona un amortiguador oleoneumático. Cuando está retraído, todavía sobresale, por lo que no habría daños o serían menores en caso de que se dejase la rueda accidentalmente en la posición subida al aterrizar.

## Desarrollo
El L-13 Blaník fue diseñado por Karel Dlouhý del VZLÚ Letňany alrededor de 1956, sobre la experiencia ganada con el Letov XLF-207 Laminar, el primer planeador checo que empleó perfiles alares de flujo laminar. El L-13 fue desarrollado como un planeador práctico adecuado para la instrucción básica de vuelo, la instrucción acrobática y el entrenamiento de vuelo de campo a través. Este concepto de diseño fue combinado con tecnología real ya probada: construcción metálica, perfiles laminares del NACA y muchos componentes estándar de la industria aeroespacial soviética.
El Blaník entró en producción en 1958 y rápidamente ganó popularidad como modelo barato, resistente y duradero, que era fácil de volar y operar. Fue ampliamente adoptado en el bloque soviético y fue exportado en grandes cantidades a Europa Occidental y Norteamérica. La producción total excedió los 2650 ejemplares, o más de 3000 si se incluyen las variantes. Más de medio siglo después de su primer vuelo, todavía es el planeador más común en el mundo.
El Blaník consiguió muchas plusmarcas mundiales de distancia para biplazas durante los años 60. El Blaník inspiró otros diseños, notablemente los monoplaza Démant y L-21 Spartak desarrollados para equipar al equipo checoslovaco en los Campeonatos Mundiales de 1956 y 1958.

## Historia operacional
La efectividad del Blaník como entrenador primario se debe a una mezcla de características que facilitan el progreso de estudiantes ab initio hasta el vuelo en solitario, concretamente: baja velocidad de aterrizaje, amplias deflexiones de control y un timón efectivo. Son de hecho típicas de los entrenadores primarios de madera y tela, como el ASK 13, al que el Blaník recuerda en manejo, aunque no en materiales y construcción.
El Blaník estaba originalmente reforzado para acrobacias sencillas, incluyendo el vuelo invertido, cuando el avión llevaba un solo ocupante. Como resultado de este último requerimiento, se realizaba el entrenamiento acrobático de nivel intermedio con el Blaník en vuelo en solitario con el instructor en tierra o en otro avión. Una directiva de aeronavegabilidad del fabricante de junio de 2010 imponía una prohibición en contra de todas las maniobras acrobáticas.

### Fallo del larguero principal de 2010
Un Blaník L-13 (no un L-13AC, que tiene un ala y certificado de tipo diferentes) se vio envuelto en un accidente fatal en Austria el 12 de junio de 2010, cuando un larguero alar colapsó en altura, provocando la separación del ala y la pérdida de control del avión. Un periódico informó que la causa del fallo se debió a una tensión excesiva al realizar una maniobra. Sin embargo, la investigación preliminar reveló que la fractura podía haber sido provocada por fatiga del metal, y no necesariamente por una sobretensión. Como precaución, el constructor emitió un boletín de emergencia el 18 de junio de 2010 disponiendo que todos los aviones fueran inmovilizados en tierra, pendientes de una revisión completa de los largueros alares, y de una compilación de patrones de uso realizada a partir de los registros anotados en los libros. Tras la inspección, el avión sería autorizado a volar, pero sin acrobacias.

## Variantes

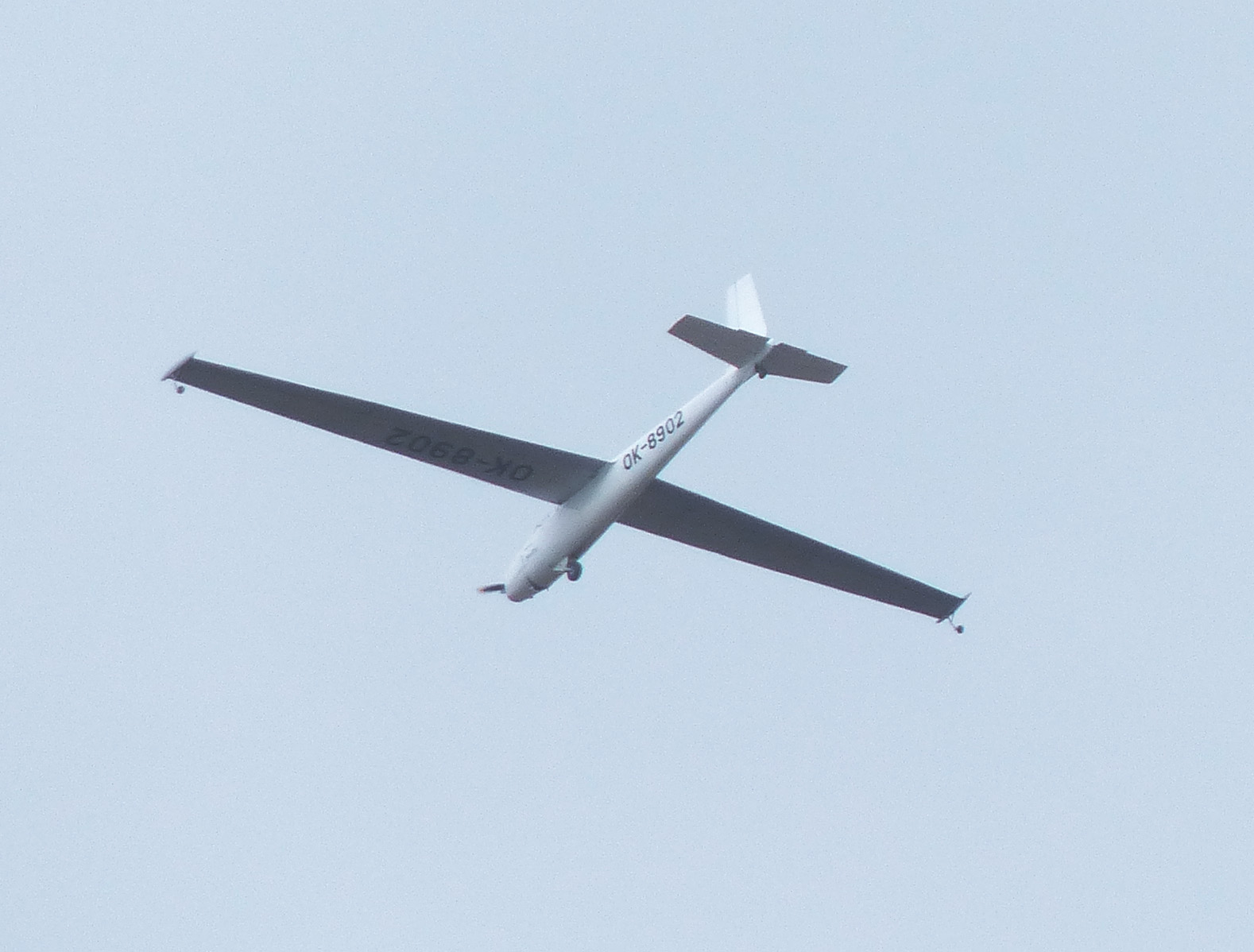
L-13 B "Bačostroj".

L-13 AC Blaník
El L-13 AC está destinado principalmente al entrenamiento acrobático, con una envolvente de vuelo más amplia para instruir hasta el nivel intermedio. Combina las alas y cabina del L-23 Super Blaník con la cubierta de una sola pieza y empenaje convencional del L-13. Este modelo es considerado más robusto y diferente respecto de un L-13 convencional; el L-13 AC usa un ala de L-23 más corta y no está afectado por las restricciones de larguero de 2010 del L-13.
L-13 J
También fue desarrollado un Blaník con propulsión auxiliar, con un motor Jawa externo montado permanentemente sobre un pilón por encima del fuselaje trasero.
Sportinė Aviacija SL-2P
También conocido como Kensgaila VK-7, fue desarrollado un Blaník con fuselajes gemelos por Sportinė Aviacija en Lituania, como laboratorio volante destinado a probar perfiles alares laminares. Los perfiles a probar se fijan a una estructura de soporte instalada entre los fuselajes. Esta variante es similar en concepto a un Janus modificado operado en su momento por el DFVLR (actualmente el DLR, Centro Aeroespacial Alemán) para el mismo propósito.
L-13 TJ
Motovelero experimental monoplaza (OK-3801) equipado con un motor a reacción TJ-100C con un empuje al despegue de 1,0 kN de První brněnská strojírna Velká Bíteš.
L-13 B Bačostroj
Motovelero experimental monoplaza (OK-8902) con un Walter Mikron IIIA, 48 kW.
L-13 A1
Modificación Llewellyn para extender la vida útil por fatiga a tres veces nominales la del L-13 Blaník básico.
TG-10 Blanik
Academia de la Fuerza Aérea de los Estados Unidos, escuela de planeo.
Aerotechnik L-13 Vivat
Derivado motovelero de turismo. Las alas, fuselaje y superficies de cola del L-13 se combinan con una cabina que presenta asientos lado a lado y una instalación motora convencional delantera con un motor lineal invertido de cuatro cilindros Walter Mikron IIIAE o Limbach L2000.
Aerotechnik L-13 SE Vivat
Aerotechnik L-13 SW Vivat
Aerotechnik L 13 SEH Vivat
Aerotechnik L-13 SDM Vivat
Aerotechnik L 13 SL Vivat
Aerotechnik L-13 SDL Vivat

## Operadores
El Blaník ha sido comprado y operados por particulares y escuelas de planeo en todo el mundo. Algunos particulares se asociaron en forma de sindicatos para operar el avión. Las fuerzas armadas han operado una pequeña cantidad.

### Militares
Australia
- Fuerza de Defensa Australiana: Australian Defence Force Cadets operó 10 ejemplares de 1961 a 2020.[6]

 España
- Ejército del Aire

 Estados Unidos
Academia de la Fuerza Aérea de los Estados Unidos: de 2002 hasta 2012.
 Estonia
- Fuerza Aérea Estonia: dos aparatos operados entre 1998 y 2005.

 Italia
Aeronautica Militare: operó 2 LET L-13 Blaník de 1977 a 1999.
 Lituania
- Fuerzas Voluntarias de Defensa Nacional Lituanas: 14 Blaník operados en las SKAT desde 1993 hasta 1998.[8]

 Unión Soviética
- Fuerza Aérea Soviética

 Uruguay
Fuerza Aérea Uruguaya

## Aviones en exhibición
- Un L-13 en exhibición en el Museo del Aire en Madrid.
- Un L-13 en exhibición en el Aviation History and Technology Center en Marietta (Georgia).[9]
- Un L-13 en exhibición en el [www.atomicmotors.net Atomic Motors Classic Cars and Motorcycles] en Henderson, NV.

## Especificaciones (L-13 Blaník)
Referencia datos: The World's Sailplanes:Die Segelflugzeuge der Welt:Les Planeurs du Monde Volume II

### Características generales
- Tripulación: Dos (pilotos)
- Longitud: 8,4 m (27,6 ft)
- Envergadura: 16,2 m (53,1 ft)
- Superficie alar: 19,2 m² (206,1 ft²)
- Perfil alar: Raíz: NACA 652A 615, Punta:  NACA 652A 612
- Peso vacío: 292 kg (643,6 lb)
- Peso cargado: 500 kg (1102 lb)
- Alargamiento: 13,7

### Rendimiento
- Velocidad nunca excedida (Vne): 240 km/h (149 MPH; 130 kt)
- Velocidad máxima operativa (Vno): 180 km/h (112 MPH; 97 kt)
- Velocidad de entrada en pérdida (Vs): 62 km/h (39 MPH; 33 kt) (Flaps 0°), 56 km/h (34,8 mph; 30,2 kn) (Flaps 10°)
- Carga alar: 26,1 kg/m² (5,3 lb/ft²)
- Máx. relación de planeo: 28,2 a 93 km/h (57,8 mph; 50,2 kn)
- Tasa de descenso: 0,84 m/s (165 pies/min) a 83 km/h (51,6 mph; 44,8 kn)
- Vel. máx. con aire fuerte: 145 km/h (90,1 mph; 78,3 kn)
- Vel. de remolcado: 140 km/h (87,0 mph; 75,6 kn)
- Vel. lanzamiento cabrestante: 100 km/h (62,1 mph; 54,0 kn)
- Vel. terminal: 258 km/h (160 mph; 139 kn) con frenos extendidos
- Límites g: +5 -2,5 a 136 km/h (84,5 mph; 73,4 kn)

## Aeronaves relacionadas

### Desarrollos relacionados
- L-23 Super Blanik
- L-33 Solo
- LET TG-10

### Secuencias de designación
- Secuencia L-_ (interna de Let Kunovice): L-13 Blaník - L-21 Spartak - L-22 - L-23 Super Blaník →
- Secuencia U._ (Aeronaves Utilitarias del Ejército del Aire español, 1978-presente): ← UD.14 - U.15 - UE.16 - UE.17 - U.22